# Ljoedmila Sjvetsova
Ljoedmila Jakovlevna Sjvetsova (Russisch: Людмила Яковлевна Швецова) (Krasnopolje, District Prigorodny, Oblast Sverdlovsk, 30 januari 1945) is een oud-basketbalspeler van het nationale damesteam van de Sovjet-Unie. Ze werd Meester in de sport van de Sovjet-Unie in 1967 en Meester in de sport van de Sovjet-Unie, Internationale Klasse in 1968. Ze studeerde af aan de Technische Staatsuniversiteit van Moskou in 1977.
Als speler speelde Sjvetsova voor Oeralmasj Sverdlovsk. Met die club werd ze twee keer derde om het Landskampioenschap van de Sovjet-Unie in 1973 en 1974. Als speler van de Russische SFSR won ze één keer brons op de Spartakiade van de Volkeren van de USSR in 1967. Als speler voor het nationale team van de Sovjet-Unie won ze goud op de Europese kampioenschappen in 1968 en 1970.

## Erelijst (speler)
- Landskampioen Sovjet-Unie:
  - Derde: 1967, 1973, 1974
- Landskampioen Russische SFSR: 10
  - Winnaar: 1948, 1957, 1958, 1962, 1965, 1966, 1968, 1970, 1973, 1987
- Europees Kampioenschap: 2
  - Goud: 1968, 1970
- Spartakiade van de Volkeren van de USSR:
  - Derde: 1967